# الكهوف الأزلية
الكهوف الأزلية (بالإنجليزية: Endless Caverns)‏؛ هي مجموعة من الكهوف التي تقع في مقاطعة روكنغهام في الولايات المتحدة.

## السياحة
تعد «الكهوف الأزلية» إحدى مواقع الجذب السياحي في مقاطعة روكنغهام في ولاية فرجينيا الأمريكية.